# Comphotis
Genre
Comphotis est un genre d'insectes lépidoptères de la famille des Riodinidae.

## Dénomination
Le nom Comphotis leur a été donné par Hans Ferdinand Emil Julius Stichel en 1910.
Ils résident en Amérique du Sud.

## Liste des espèces
- Comphotis apachita Hall & Willmott, 1996; présent en  Équateur
- Comphotis clarissa (Sharpe, 1890); présent au Brésil.
- Comphotis debilis (Bates, 1868); présent au Brésil.
- Comphotis eanes (Godman, 1903); présent au Brésil.
- Comphotis ignicauda (Godman & Salvin, 1878); présent au Costa Rica et à Panama
- Comphotis irroratum (Godman, 1903); présent en Guyane et en Guyana
- Comphotis sophistes (Bates, 1868); présent au Surinam, au Brésil et au Pérou.

### Source
- Comphotis sur funet